# Liste der Baudenkmale in Pieperhöfen
In der Liste der Baudenkmale in Pieperhöfen sind die Baudenkmale des niedersächsischen Ortes Pieperhöfen aufgelistet. Dies ist ein Teil der Liste der Baudenkmale in Uelzen. Der Stand der Liste ist der 22. November 2021.
Die Quelle der  IDs und der Beschreibungen ist der Denkmalatlas Niedersachsen.

## Pieperhöfen
Bis 1800 bestand Pieperhöfen nur aus zwei Hofstellen. Nördlich der Siedlung befinden sich zwei Teiche, diese gehörten ursprünglich zum Kloster Oldenstadt, wurden bereits im Mittelalter erwähnt.

### Einzeldenkmal in Pieperhöfen
| Lage                                      | Bezeichnung | Beschreibung | ID       | Bild |
| ----------------------------------------- | ----------- | --- | -------- | ---- |
| Pieperhöfen 1 52° 59′ 1″ N, 10° 37′ 13″ O | Speicher    | Der Speicher wurde Ende des 18. Jahrhunderts erbaut. Es ist ein Fachwerkbau mit zwei Stockwerken und einem Satteldach. | 31007672 | BW   |